# Видільна система риб
Основним органом виділення риб є нирки. Нирки риб є мезонефричними (тулубовими).
Наслідком мешкання в водному середовищі є низка проблем з осморегуляцією, з котрими стикаються як прісноводні, так і морські риби. Майже всім рибам притаманний осмотичний тиск, показник якого нижче (солоноводні риби) або вище (прісноводні риби) за осмотичний тиск зовнішнього середовища. Єдиним винятком є міксини, концентрація солей в організмі яких збігається з такою в морській воді (так само як у морських безхребетних). Хрящові риби є ізоосмотичними (тобто мають у внутрішньому середовищі такий самий тиск, що характерний для морської води), але, при цьому, в організмі хрящових риб концентрація солей набагато нижча, аніж в навколишньому середовищі. Вирівнювання осмотичного тиску при цьому досягається завдяки підвищеному вмісту сечовини та триметиламіноксиду (ТМАО) в крові. Підтримка низької концентрації солей в організмі хрящових риб здійснюється завдяки виділенню солей нирками, а також спеціалізованою ректальною залозою, що з'єднується з травним трактом. Ректальна залоза концентрує та виводить як іони натрію, так і хлорид-іони з крові та тканин організму.
Кісткові риби не є ізоосмотичними, тому в ході еволюції виробили механізми, що дозволяють здійснювати виведення або затримку іонів. Морські кісткові риби з низькою (відносно довкілля) концентрацією іонів в організмі постійно втрачають воду, що під дією осмотичного тиску виходить з їхніх тканин назовні. Ці втрати компенсуються шляхом пиття та фільтрації солоної води. Катіони натрію та хлорид-іони виводяться з крові через зяброві мембрани, в той час, як катіони магнію та сульфатні аніони виводяться нирками. Прісноводні риби стикаються з протилежною проблемою, завдяки наявності в організмі солей в концентрації вищій, аніж в довкіллі. Осмотичний тиск в їхньому організмі вирівнюється завдяки захопленню іонів з водного середовища через зяброві мембрани, а також завдяки виробленню великої кількості сечовини.